# God of War (datorspel, 2018)
God of War är ett actionäventyrsspel utvecklat av Santa Monica Studio och utgivet av Sony Interactive Entertainment (SIE) den 20 april 2018 till spelkonsolen Playstation 4 (PS4). Det är det den åttonde delen i God of War-serien, den åttonde kronologiska och uppföljaren till God of War III från 2010. Till skillnad från tidigare spel, som var löst baserade på grekisk mytologi, är detta spel löst baserat på nordisk mytologi. Huvudpersonerna i spelet är Kratos, Greklands före detta krigsgud, och hans unge son Atreus. Efter Kratos andra frus och Atreus mors död, reser de för att uppfylla hennes löfte om att sprida hennes aska på högsta toppen av de nio världarna. Kratos håller sitt oroliga förflutna en hemlighet från Atreus, som inte känner till sin gudomliga natur. Under deras resa möter de både monster och gudar från Norden.
Spelet beskrivs av creative director Cory Barlog som en nydaning av spelserien, och innehåller en stor förändring av spelupplägget med att Kratos använder en magisk stridsyxa i stället för sina två signatur-fastkedjade klingor. God of War använder också ett fristyrande kamerasystem, där spelet är i en enda tagning, i motsats till den fasta filmkameraen i de tidigare spelen. Spelet innehåller rollspelselement, och Kratos son Atreus kan hjälpa till i strider. Majoriteten av det ursprungliga spelets arbetslag arbetade på God of War och designade spelet till att vara mer tillgängligt och verklighetsförankrad. Ett separat textbaserat spel, vid namn God of War: A Call from the Wilds, släpptes i februari 2018, och handlar om Atreus första äventyr.
God of War fick ett starkt mottagande av recensenter, vilka berömde spelets berättelse, världsdesign, konstriktning, grafik, karaktärer och stridsystem. Det fick höga betyg från flera recensenter, vilket gjorde det till det högst rankade spelet i God of War-serien, samt det tredje högst rankade PS4-spelet på Metacritic. Spelet blev en kommersiell framgång och såldes i fem miljoner exemplar inom en månad efter dess utgivning. En novell-version av spelet släpptes den 28 augusti 2018.